# Rorà
Rorà là một đô thị ở tỉnh Torino trong vùng Piedmont, có vị trí cách khoảng 50 km về phía tây nam của Torino, nước Ý. Tại thời điểm ngày 31 tháng 12 năm 2004, đô thị này có dân số 266 người và diện tích là 12,3 km².
Đô thị Rorà có các frazioni (các đơn vị trực thuộc, chủ yếu là các làng) Ruà.
Rorà giáp các đô thị: Villar Pellice, Torre Pellice, Luserna San Giovanni, và Bagnolo Piemonte.